# Concacaf Champions League 2009/2010
Concacaf Champions League 2009/2010 var den 2:a upplagan av Concacaf Champions League under sitt nya format, totalt 45:e upplagan av den största fotbollstävlingen för klubblag som Concacaf anordnar. Turneringen vanns av Pachuca från Mexiko.

## Inledande omgång
| Inledande omgång – 16 deltagande klubblag | Inledande omgång – 16 deltagande klubblag | Inledande omgång – 16 deltagande klubblag | Inledande omgång – 16 deltagande klubblag | Inledande omgång – 16 deltagande klubblag |
| ----------------------------------------- | ----------------------------------------- | ----------------------------------------- | ----------------------------------------- | ----------------------------------------- |
| Lag 1                                     | Totalt                                    | Lag 2                                     | Möte 1                                    | Möte 2                                    |
| San Francisco                             | 2–3                                       | San Juan Jabloteh                         | 2–0                                       | 0–3                                       |
| Pachuca                                   | 10–10                                     | Jalapa                                    | 3–0                                       | 7–1                                       |
| W Connection                              | 4–3                                       | New York Red Bulls                        | 2–2                                       | 2–1                                       |
| Olimpia                                   | 00002–2 (BM)                              | Árabe Unido                               | 2–1                                       | 0–1                                       |
| Herediano                                 | 2–6                                       | Cruz Azul                                 | 2–6                                       | 0–0                                       |
| DC United                                 | 2–2 (5–4 str.)                            | Luis Ángel Firpo                          | 1–1                                       | 1–1 (e.f.)                                |
| Municipal Liberia                         | 3–6                                       | Real España                               | 3–0                                       | 0–6                                       |
| Toronto                                   | 0–1                                       | Puerto Rico Islanders                     | 0–1                                       | 0–0                                       |

## Gruppspel

### Grupp A
| Nr | Lag            | S | V | O | F | GM | IM | MS  | P  |
| -- | -------------- | - | - | - | - | -- | -- | --- | -- |
| 1  | Pachuca        | 6 | 5 | 0 | 1 | 15 | 4  | +11 | 15 |
| 2  | Árabe Unido    | 6 | 3 | 1 | 2 | 13 | 9  | +4  | 10 |
| 3  | Houston Dynamo | 6 | 2 | 1 | 3 | 9  | 8  | +1  | 7  |
| 4  | Isidro Metapán | 6 | 1 | 0 | 5 | 3  | 19 | −16 | 3  |

| Hemma \ Borta  | Panama | USA | El Salvador | Mexiko |
| Árabe Unido    | —      | 1–1 | 6–0         | 4–1    |
| Houston Dynamo | 5–1    | —   | 1–0         | 0–1    |
| Isidro Metapán | 0–1    | 3–2 | —           | 0–4    |
| Pachuca        | 2–0    | 2–0 | 5–0         | —      |

### Grupp B
| Nr | Lag               | S | V | O | F | GM | IM | MS  | P  |
| -- | ----------------- | - | - | - | - | -- | -- | --- | -- |
| 1  | Toluca            | 6 | 4 | 1 | 1 | 15 | 4  | +11 | 13 |
| 2  | Marathón          | 6 | 4 | 0 | 2 | 12 | 14 | −2  | 12 |
| 3  | DC United         | 6 | 3 | 1 | 2 | 12 | 8  | +4  | 10 |
| 4  | San Juan Jabloteh | 6 | 0 | 0 | 6 | 4  | 17 | −13 | 0  |

| Hemma \ Borta     | USA | Honduras | Trinidad och Tobago | Mexiko |
| DC United         | —   | 3–0      | 5–1                 | 1–3    |
| Marathón          | 3–1 | —        | 3–1                 | 2–0    |
| San Juan Jabloteh | 0–1 | 2–4      | —                   | 0–1    |
| Toluca            | 1–1 | 7–0      | 3–0                 | —      |

### Grupp C
| Nr | Lag                   | S | V | O | F | GM | IM | MS  | P  |
| -- | --------------------- | - | - | - | - | -- | -- | --- | -- |
| 1  | Cruz Azul             | 6 | 5 | 1 | 0 | 16 | 4  | +12 | 16 |
| 2  | Columbus Crew         | 6 | 2 | 2 | 2 | 5  | 9  | −4  | 8  |
| 3  | Saprissa              | 6 | 1 | 2 | 3 | 6  | 8  | −2  | 5  |
| 4  | Puerto Rico Islanders | 6 | 0 | 3 | 3 | 6  | 12 | −6  | 3  |

| Hemma \ Borta         | USA | Mexiko | Puerto Rico | Costa Rica |
| Columbus Crew         | —   | 0–2    | 2–0         | 1–1        |
| Cruz Azul             | 5–0 | —      | 2–0         | 2–0        |
| Puerto Rico Islanders | 1–1 | 3–3    | —           | 1–1        |
| Saprissa              | 0–1 | 1–2    | 3–1         | —          |

### Grupp D
| Nr | Lag            | S | V | O | F | GM | IM | MS | P  |
| -- | -------------- | - | - | - | - | -- | -- | -- | -- |
| 1  | UNAM           | 6 | 4 | 1 | 1 | 15 | 6  | +9 | 13 |
| 2  | Comunicaciones | 6 | 3 | 0 | 3 | 6  | 8  | −2 | 9  |
| 3  | W Connection   | 6 | 2 | 1 | 3 | 10 | 9  | +1 | 7  |
| 4  | Real España    | 6 | 2 | 0 | 4 | 6  | 14 | −8 | 6  |

| Hemma \ Borta  | Guatemala | Honduras | Mexiko | Trinidad och Tobago |
| Comunicaciones | —         | 2–0      | 2–1    | 0–3                 |
| Real España    | 2–0       | —        | 1–5    | 1–0                 |
| UNAM           | 1–0       | 4–0      | —      | 2–1                 |
| W Connection   | 1–2       | 3–2      | 2–2    | —                   |

## Slutspel

### Slutspelsträd
|  | Kvartsfinaler  | Kvartsfinaler | Kvartsfinaler | Kvartsfinaler |           |   | Semifinaler | Semifinaler | Semifinaler | Semifinaler |  |  | Final | Final | Final | Final |
|  |                |               |               |               |           |   |             |             |             |             |  |  |       |       |       |       |
|  |                |               |               |               |           |   |             |             |             |             |  |  |       |       |       |       |
|  |                |               |               |               |           |   |             |             |             |             |  |  |       |       |       |       |
|  | Marathón       | 2             | 1             | 3             |           |   |             |             |             |             |  |  |       |       |       |       |
|  | Marathón       | 2             | 1             | 3             |           |   |             |             |             |             |  |  |       |       |       |       |
|  | UNAM           | 0             | 6             | 6             |           |   |             |             |             |             |  |  |       |       |       |       |
|  | UNAM           | 0             | 6             | 6             | UNAM      | 1 | 0           | 1           |             |             |  |  |       |       |       |       |
|  |                |               |               |               | UNAM      | 1 | 0           | 1           |             |             |  |  |       |       |       |       |
|  |                | Cruz Azul     | 0             | 5             | 5         |   |             |             |             |             |  |  |       |       |       |       |
|  | Árabe Unido    | Cruz Azul     | 0             | 5             | 5         | 0 | 0           | 0           |             |             |  |  |       |       |       |       |
|  | Árabe Unido    |               |               |               |           | 0 | 0           | 0           |             |             |  |  |       |       |       |       |
|  | Cruz Azul      | 1             | 3             | 4             |           |   |             |             |             |             |  |  |       |       |       |       |
|  | Cruz Azul      | 1             | 3             | 4             | Cruz Azul | 2 | 0           | 2           |             |             |  |  |       |       |       |       |
|  |                |               |               |               | Cruz Azul | 2 | 0           | 2           |             |             |  |  |       |       |       |       |
|  |                | Pachuca (BM)  | 1             | 1             | 2         |   |             |             |             |             |  |  |       |       |       |       |
|  | Columbus Crew  | Pachuca (BM)  | 1             | 1             | 2         | 2 | 2           | 4           |             |             |  |  |       |       |       |       |
|  | Columbus Crew  |               |               |               |           | 2 | 2           | 4           |             |             |  |  |       |       |       |       |
|  | Toluca         | 2             | 3             | 5             |           |   |             |             |             |             |  |  |       |       |       |       |
|  | Toluca         | 2             | 3             | 5             | Toluca    | 1 | 0           | 1           |             |             |  |  |       |       |       |       |
|  |                |               |               |               | Toluca    | 1 | 0           | 1           |             |             |  |  |       |       |       |       |
|  |                | Pachuca       | 1             | 1             | 2         |   |             |             |             |             |  |  |       |       |       |       |
|  | Comunicaciones | Pachuca       | 1             | 1             | 2         | 1 | 1           | 2'          |             |             |  |  |       |       |       |       |
|  | Comunicaciones |               |               |               |           | 1 | 1           | 2'          |             |             |  |  |       |       |       |       |
|  | Pachuca        | 1             | 2             | 3             |           |   |             |             |             |             |  |  |       |       |       |       |
|  | Pachuca        | 1             | 2             | 3             |           |   |             |             |             |             |  |  |       |       |       |       |

### Kvartsfinaler
| Kvartsfinaler – 8 deltagande klubblag | Kvartsfinaler – 8 deltagande klubblag | Kvartsfinaler – 8 deltagande klubblag | Kvartsfinaler – 8 deltagande klubblag | Kvartsfinaler – 8 deltagande klubblag |
| ------------------------------------- | ------------------------------------- | ------------------------------------- | ------------------------------------- | ------------------------------------- |
| Lag 1                                 | Totalt                                | Lag 2                                 | Möte 1                                | Möte 2                                |
| Comunicaciones                        | 2–3                                   | Pachuca                               | 1–1                                   | 1–2                                   |
| Columbus Crew                         | 4–5                                   | Toluca                                | 2–2                                   | 2–3                                   |
| Marathón                              | 3–6                                   | UNAM                                  | 2–0                                   | 1–6                                   |
| Árabe Unido                           | 0–4                                   | Cruz Azul                             | 0–1                                   | 0–3                                   |

### Semifinaler
| Semifinaler – 4 deltagande klubblag | Semifinaler – 4 deltagande klubblag | Semifinaler – 4 deltagande klubblag | Semifinaler – 4 deltagande klubblag | Semifinaler – 4 deltagande klubblag |
| ----------------------------------- | ----------------------------------- | ----------------------------------- | ----------------------------------- | ----------------------------------- |
| Lag 1                               | Totalt                              | Lag 2                               | Möte 1                              | Möte 2                              |
| UNAM                                | 1–5                                 | Cruz Azul                           | 1–0                                 | 0–5                                 |
| Toluca                              | 1–2                                 | Pachuca                             | 1–1                                 | 0–1                                 |

### Final
| Final – 2 deltagande klubblag | Final – 2 deltagande klubblag | Final – 2 deltagande klubblag | Final – 2 deltagande klubblag | Final – 2 deltagande klubblag |
| ----------------------------- | ----------------------------- | ----------------------------- | ----------------------------- | ----------------------------- |
| Lag 1                         | Totalt                        | Lag 2                         | Möte 1                        | Möte 2                        |
| Cruz Azul                     | 00002–2 (BM)                  | Pachuca                       | 2–1                           | 0–1                           |